# The Medium (videogioco)
The Medium è un videogioco horror psicologico sviluppato da Bloober Team che è stato pubblicato per Microsoft Windows e Xbox Series X/S il 28 gennaio 2021 e per PlayStation 5 il 3 settembre 2021.

## Modalità di gioco
The Medium è un gioco horror psicologico giocato in terza persona nei panni di Marianne, una medium che può viaggiare nel regno degli spiriti. Essere in grado di entrare in entrambi i mondi aiuta a risolvere i rompicapi presenti nel gioco. Le capacità psichiche di Marianne possono anche essere utilizzate contro forze ostili, e vengono ricaricate interagendo con punti energetici chiamati fonti spirituali.

## Trama
The Medium è ambientato nella Polonia post-comunista nel 1999. Marianne, una medium spirituale che aiuta le anime in difficoltà a cercare la pace finale, ha un sogno ricorrente di un uomo che spara a una ragazza in riva ad un lago. Mentre è in lutto per la morte del padre adottivo, Marianne riceve una misteriosa telefonata da un uomo di nome Thomas, che conosce le sue capacità. Thomas si offre di spiegarle l'origine dei suoi poteri, nonché il significato del sogno. Tuttavia, Thomas è disposto a parlare solo se Marianne lo incontra al Niwa Workers Resort, un luogo di villeggiatura abbandonato nell'era comunista. Niwa è stata chiusa dal governo dopo il massacro di Niwa avvenuto anni prima, dove un gran numero di persone furono uccise e i sopravvissuti fuggirono dalla zona.
Esplorando Niwa, Marianne scopre che il luogo ha forti legami con il regno degli spiriti e capisce che Thomas, il manager del resort, e sua figlia Lilianne erano l'epicentro del massacro di Niwa. Nel mondo degli spiriti, incontra Sadness, uno spirito di una giovane ragazza che la avverte di Maw, uno spirito ostile e malevolo che è riuscito ad uscire parzialmente dal mondo degli spiriti ed è stato responsabile del massacro di Niwa occupando corpi umani e usando i loro corpi per uccidere altre persone, e ora sta dando la caccia a Marianne per fuggire da Niwa e saziare la sua fame. Marianne si offre ripetutamente per mandare in pace Sadness, ma quest' ultima rifiuta sempre. Attraverso le sue visioni, Marianne scopre che Sadness è probabilmente uno spirito della figlia di Thomas, Lily, che è stata molestata dall'amico più anziano e fidato di Thomas, Richard.
Marianne ha abbastanza indizi per scoprire che Thomas era anch'esso un medium e per questo motivo è stato vittima di esperimenti sia da nazisti che da sovietici i quali hanno scoperto che i suoi poteri potevano essere usati per allontanare le menti delle persone dai loro corpi. Era fuggito di nuovo in Polonia e si era nascosto a Niwa, mettendo su famiglia. Un agente della Służba Bezpieczeństwa di nome Henry ha scoperto Thomas, lo ha legato e lo ha costretto a guardare sé stesso mentre dava fuoco alla casa di Thomas con i suoi figli all'interno, Thomas riesce a liberarsi e uccide Henry. Marianne si rende conto di essere la figlia di Thomas; era caduta in coma per l'incendio e Thomas l'aveva lasciata in ospedale mentre lui era rimasto con Lilianne a Niwa.
Marianne scopre un bunker antiatomico nascosto sotto le rovine della sua casa di famiglia dove incontra la metà spirituale di Thomas. Lo spirito spiega a Marianne che Lilianne aveva problemi a controllare i propri poteri, quindi Thomas l'ha tenuta confinata nel bunker. Tuttavia, questo non ha impedito ai poteri di Lilianne di andare fuori controllo e, dopo essere stata violentata da Richard, ha creato le Fauci come manifestazione della sua anima tormentata. Alla fine le Fauci sono uscite dal bunker e hanno causato il massacro di Niwa. Sebbene la metà spirituale di Thomas sia sicura che Thomas non avrebbe mai ucciso Lilianne, non ha idea di dove si trovi. Quando Maw si avvicina, lo spirito di Thomas esordisce che Marianne è l'unica che può farla finita e la manda via, preparandosi a sacrificarsi per ritardare Maw.
Ancora turbata dal destino di Lilianne, Marianne lascia il bunker e si dirige verso il lago che ha visto nei suoi sogni. Lì incontra Lilianne, che è viva e sana. Lilianne spiega che il sogno che Marianne ha visto non è un ricordo del passato, ma una visione del futuro. Passa a Marianne una pistola e la supplica di ucciderla, poiché Maw non può essere sconfitta finché è viva, e quindi perché Sadness, il suo spirito, ha rifiutato di riposare in pace. Marianne esita e, considerando le parole di Thomas, minaccia invece di uccidere sé stessa, poiché senza di lei come medium, Maw rimarrebbe intrappolata a Niwa per sempre. Maw giunge al lago, costringendo Marianne a sparare, ma la schermata nera durante lo sparo non mostrerà al giocatore il bersaglio di Marianne. 
In una scena dopo i titoli di coda, si vede un uomo camminare nel mondo degli spiriti, che si ferma per prendere l'orologio da taschino di Thomas.

## Sviluppo e pubblicazione
The Medium è stato sviluppato da Bloober Team, con il lead designer Wojciech Piejko e il produttore Jacek Zieba che hanno avuto l'idea nel 2012. I concetti fondamentali del gioco riguardavano un Medium e la sua capacità di vedere due mondi contemporaneamente. Piejko ha detto che The Medium trasmette il messaggio che "non esiste una verità universale". 
Inizialmente Piejko e Zieba avevano pianificato l'uscita su Xbox 360, PlayStation 3 e Wii U nel 2012, ma il rendering di due punti di vista contemporaneamente era un'idea difficilmente attuabile perciò Bloober Team ha accantonato l'idea. Negli anni a venire, il concetto di The Medium ha acquistato un suo significato all'interno di Bloober mentre la società aspettava che la tecnologia lo raggiungesse. Dopo che Microsoft ha fornito agli sviluppatori materiale preliminare sulle funzionalità imminenti delle console Xbox Series X/S (che sono state lanciate sul mercato a novembre 2020), Bloober Team ha riconosciuto che ora potevano costruire The Medium.
Inizialmente Bloober Team si è avvicinata allo sviluppo del gioco adoperando una prospettiva in prima persona, dividendo in due lo schermo del giocatore. Dopo aver deciso di far esistere Marianne sia nel mondo reale che in quello spirituale per gestire la situazione con le collisioni, hanno scoperto che i playtester iniziali tendevano a mettere a fuoco un mondo prima dell'altro. La Bloober ha preso spunto da giochi horror giapponesi come Silent Hill e Resident Evil che utilizzavano camere fisse e prospettiva in terza persona per vedere entrambi i mondi contemporaneamente e allo stesso tempo dando un'esperienza più coinvolgente possibile. Ciò ha anche contribuito ad un'immersione migliore del giocatore nel gioco. Hanno mantenuto questo concetto di doppio-schermo anche nei filmati, sebbene cambiassero spesso le angolazioni della telecamera: questo in parte è stato utilizzato per mascherare i dettagli non riprodotti in tutte e due i mondi, ma è stato anche utilizzato per mantenere un senso di disagio, come quando Marianne ha una conversazione con i personaggi nel mondo degli spiriti, mentre il suo vero sé si vede interagire con il nulla. 
Bloober Team ha scelto come scenario la Polonia negli anni '90, in seguito alla sua transizione da un governo socialista ad uno democratico nel 1989, come scenario del gioco, poiché la storia della nazione rappresentava la natura della dualità, un tema dominante del gioco. Consapevole del fatto che l'era del dopoguerra e quella democratica più recente non erano ben note al pubblico internazionale, parte dell'obiettivo di Bloober Team era di rendere l'ambientazione accessibile al vasto pubblico e copriva entrambi gli aspetti di queste parti della storia della Polonia all'interno del gioco. Hanno riconosciuto che con il successo del loro precedente gioco Observer e l'interesse per gli spettacoli televisivi sul blocco orientale come Chernobyl e Dark, l'ambientazione polacca sarebbe stata di interesse per i giocatori. L'Hotel Niwa, di epoca sovietica, si basa su una versione uno a uno dell'esistente Hotel Cracovia, situato a Cracovia. Gli appartamenti di apertura all'inizio del gioco, sebbene basati su un edificio reale a Cracovia, sono un Easter egg per Observer: System Redux, dove lo stesso edificio è presente anche nell'ambientazione futura del gioco. Hanno modellato l'ambientazione soprannaturale sull'opera d'arte surrealista distopica di Zdzisław Beksiński.
L'audio del gioco è stato realizzato da un " dream team di Silent Hill" secondo Bloober Team, tra cui il compositore di Silent Hill Akira Yamaoka, la cantante Mary Elizabeth McGlynn, e il doppiatore Troy Baker, Yamaoka che è stato convinto ad ascoltare la musica quando Piejko gli ha dato una dimostrazione di gioco. Yamaoka e il compositore Arkadiusz Reikowski sono stati incaricati di dare musica al piano fisico e spirituale, rispettivamente. Utilizzando sintetizzatori e suoni analogici, Reikowski ha paragonato il suo approccio a quello di Stranger Things e Chernobyl. Baker dà la voce all'antagonista principale, noto come Maw, per il quale un altro attore ha eseguito il motion capture sui trampoli. L'attrice Kelly Burke ha fornito la voce alla protagonista Marianne, con Weronika Rosati e Marcin Dorociński che hanno fornito il design e il motion capture per Marianne e Thomas all'interno del gioco. Gli sviluppatori avevano pianificato la direzione della telecamera e dell'attore per il motion capture prima dell'inizio della pandemia COVID-19, il che ha reso facile completare le sessioni di motion capture secondo i regolamenti COVID-19 durante il 2020. Nel complesso, il gioco ha circa 90 minuti di motion capture. Mentre il gioco si svolge in Polonia, Bloober Team ha scelto specificamente di far parlare i personaggi con accenti americani per rendere il gioco accessibile. Il team aveva pianificato di includere l'opzione per passare il dialogo alla voce fuori campo polacca con sottotitoli in inglese, ma la pandemia li ha costretti a ripiegare sul primo piano. 
Dopo l'annuncio iniziale del 2012 e il successivo svantaggio, The Medium è stato nuovamente annunciato a maggio 2020 come titolo per Microsoft Windows e Xbox Series X/S. Originariamente previsto per il 10 dicembre 2020 la pubblicazione è stata infine posticipata al 28 gennaio 2021 a causa della pandemia.

## Accoglienza
| Testata                          | Giudizio |         |
| -------------------------------- | -------- | ------- |
| Metacritic (media al 01-06-2021) | PC       | 76/100  |
| Metacritic (media al 01-06-2021) | XSX      | 71/100  |
| Destructoid                      | PC       | 6/10    |
| Electronic Gaming Monthly        | XSX      | 4/5     |
| Game Informer                    | PC       | 6,75/10 |
| GameRevolution                   | Tutte    | 7/10    |
| GameSpot                         | Tutte    | 9/10    |
| GamesRadar+                      | Tutte    | 2,5/5   |
| Hardcore Gamer                   | PC       | 4/5     |
| IGN (sito web)                   | Tutte    | 8/10    |
| PC Gamer                         | PC       | 92/100  |
| PCGamesN                         | PC       | 6/10    |
| Shacknews                        | PC       | 6/10    |
| VG247                            | XSX      | 3/5     |
| VideoGamer.com                   | XSX      | 5/10    |

The Medium ha ricevuto recensioni "generalmente favorevoli" o "miste o medie", a seconda della piattaforma, secondo l'aggregatore di recensioni:Metacritic.
Bloober Team ha riferito che entro pochi giorni dal lancio, erano stati in grado di trarre un profitto dallo sviluppo di The Medium dalle sue vendite iniziali.

### Premi
| Anno | Premio   | Categoria                           | Risultato | Fonte  |
| ---- | -------- | ----------------------------------- | --------- | ------ |
| 2020 | Gamescom | Miglior gioco di avventura e azione | Nominato  | [ 25 ] |
| 2020 | Gamescom | Miglior gioco indie                 | Nominato  | [ 25 ] |